# Agathe Rousselle

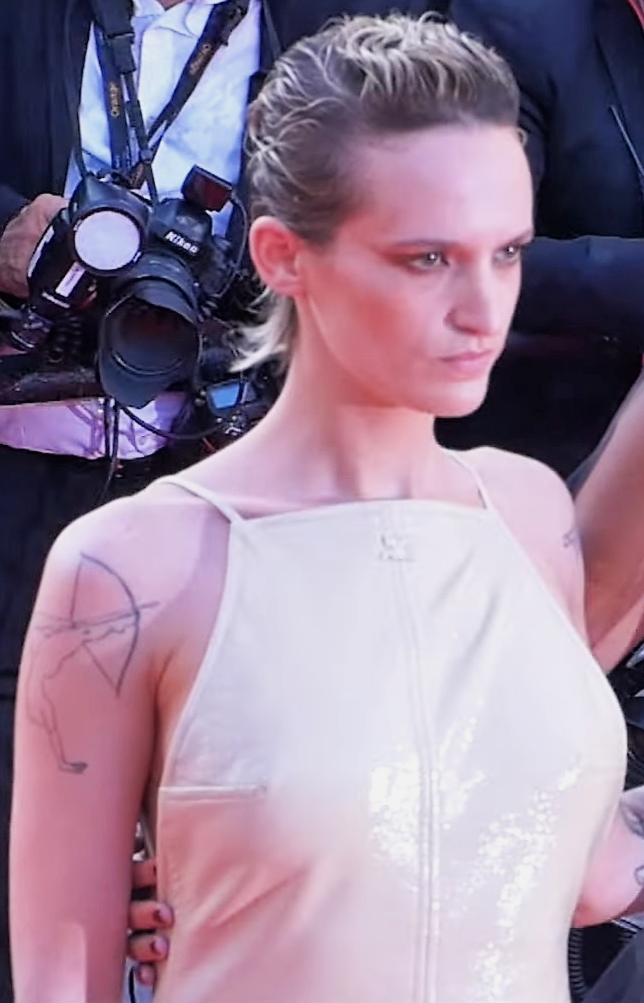
Agathe Rousselle, Cannes 2021 closing ceremony (Videostandbild)

Agathe Rousselle (* 14. Juni 1988) ist eine nichtbinäre französische Autorin, Journalistin, Fotografin, Modedesignerin und ein Model. Ihr Kinodebüt als Schauspielerin gab Rousselle 2021 in dem preisgekrönten Spielfilm Titane.

## Leben
Agathe Rousselle widmete sich früh dem Gerätturnen, das sie bis zum siebten oder achten Lebensjahr ausübte. Sie beschrieb sich als hyperaktives Kind. Ebenso begeisterte sie sich für die Literatur und wollte bereits in ihrer Jugend Schauspielerin werden. Dieser Berufswunsch wurde von ihren Eltern wenig unterstützt. Dennoch widmete sich Rousselle dem Schultheater, begeisterte sich für die Filme Arnaud Desplechins und ging ihrer Leidenschaft auch während eines Studiums nach. Auch schloss sie sich der New-Wave-Bewegung an. Ein anschließendes Schauspielstudium am Pariser Conservatoire Municipal du 20e arrondissement Georges Bizet brach sie nach fast zwei Jahren ab. Als Grund gab sie einen Lehrer an, der ihr nicht wohlgesonnen war. Danach gründete sie das Stickerei-Modelabel Cheeky Boom, das sie zwei Jahre lang unterhielt. In dieser Zeit begann sie auch als Model zu arbeiten. Danach folgte eine Stelle als Chefredakteurin für das neue Online-Magazin General Pop der französischen Werbeagentur BETC. Später wurde sie von einem Casting Director unter Vertrag genommen und begann ihre Karriere als Filmschauspielerin.
In ihrer Kindheit erlebte sie die Erfolge der französischen Sprinterin Marie-José Pérec vor dem Fernseher und begeisterte sich selbst für Jogging. Sie nahm an dem 20-km-Klassiker Marseille–Cassis teil. Auch ließ sie sich von Adidas als Läuferin ausbilden und führte die Pariser Laufgruppe Adidas Runners Pigalle an.
Rousselle erklärte 2018 ihre Geschlechtsidentität als nichtbinär und bezieht auch öffentlich Stellung zu dem Thema. Seit ihrer Jugend spielt sie mit den Geschlechterrollen. Sie gilt als Bewunderin von Roland Barthes, Nick Cave, Morrissey, Arthur Russell und Tilda Swinton.
Rousselle lebt in Paris und zählt Yoga und Meditation zu ihren Hobbys.

## Karriere

### Fotografin, Model und Autorin
Agathe Rousselle bekam im Alter von 18 Jahren von ihrem Vater eine erste Canon-Spiegelreflexkamera geschenkt. Daraufhin begann sie sich für die Fotografie zu begeistern. Daneben widmete sie sich dem Sticken, verfasste eigene Texte und arbeitete als Model. Mittlerweile kritisiert sie die Modebranche als „extrem umweltschädlichen Sektor“.
Im Frühling 2016 erlitt Rousselle einen Nervenzusammenbruch und buchte aus einer Laune heraus ein Flugticket nach San Francisco, ohne die Stadt je zuvor besucht zu haben oder jemanden dort zu kennen. Sie blieb dort zwei Wochen, machte neue Bekanntschaften und es gelang ihr, mit ihren Depressionen und Angststörungen umzugehen. Im Jahr darauf veröffentlichte sie den 48-seitigen englischsprachige Band I Ditched Class and I Took a Bath in dem sie diese Episode mit eigenen Fotografien und kurzen Texten dokumentierte. Bei ihren fotografischen Arbeiten wurde Rousselle von Künstlern wie Mark Cohen, Nan Goldin und Joseph Szabo (1925–2010) inspiriert. Auch drehte sie mehrere Kampagnen und Editorials.
Sie gab zeitweise vierteljährlich ein eigenes feministisches Fanzine namens Peach heraus, mit dem sie die Arbeit von Künstlerinnen hervorheben wollte. Aus Zeit- und Geldmangel stellte sie das Projekt später ein.

### Schauspielerin
Als Schauspielerin erschien Rousselle anfänglich in Kurzfilmen von Freunden und bemühte sich um Studentenprojekte der Pariser Filmhochschule La Fémis. Im Jahr 2017 war sie in Thibault Della Gasperas vierminütigen Kurzfilm Looking for the self zu sehen, in dem sie zwar keine Sprechrolle hatte, aber den Text zum Voiceover beitrug und erneut mit den Geschlechterrollen spielte.
Einem größeren Publikum wurde Rousselle durch ihre Verpflichtung in Julia Ducournaus Spielfilm Titane (2021) bekannt. In dem Fantasy-Drama, das die Goldene Palme des 74. Filmfestivals von Cannes erhalten sollte, übernahm sie an der Seite von Vincent Lindon ihre erste Kinohauptrolle. Deutschsprachige Kritiker lobten Rousselles Leistung als „Tour de Force“ und bezeichneten die Schauspielerin als die Entdeckung des Festivals. Im selben Jahr folgte eine Nominierung für den Europäischen Filmpreis als beste Darstellerin sowie der Gewinn des französischen Prix Lumière als Beste Nachwuchsdarstellerin.
Im selben Jahr hatte sie eine Rolle in dem dreiminütigen Kurzfilm Loving von Thibaut Buccellato. Mittlerweile konzentriert sich Rousselle auf ihre Karriere als Schauspielerin. Sie hat eine Vorliebe für das amerikanische Kino und zählt Cate Blanchett zu ihren Vorbildern.

## Filmografie
- 2017: Looking for the self (Kurzfilm)
- 2021: Loving! (Kurzfilm)
- 2021: Titane

## Auszeichnungen
- 2022: Prix Lumière für Titane (Beste Nachwuchsdarstellerin)